# Seznam čestných občanů města Kroměříže

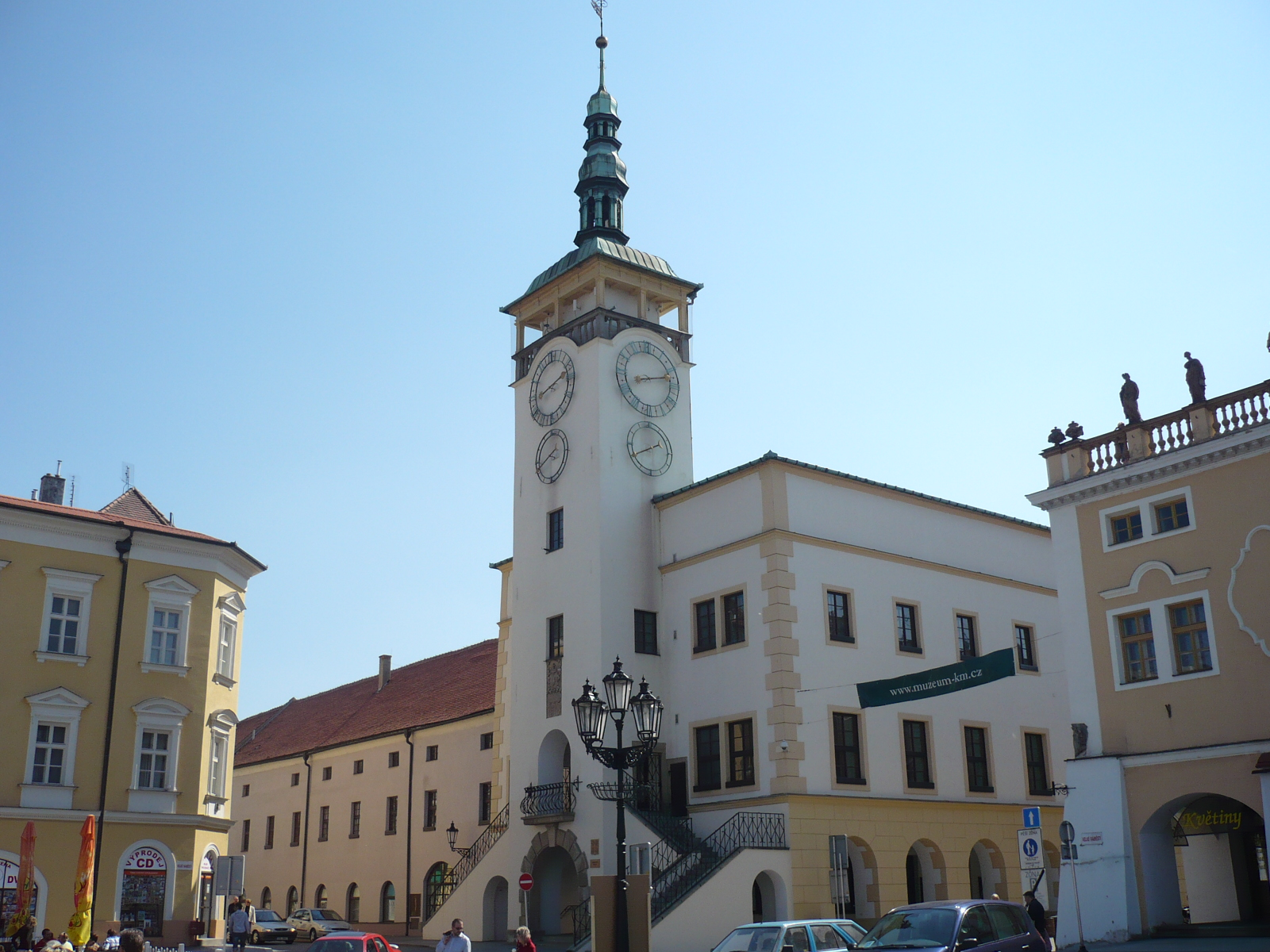
budova radnice sloužící jako sídlo představitelů města

Seznam čestných občanů města Kroměříž je chronologický seznam osobností, které obdržely titul Čestné občanství města Kroměříž.

## Čestní občané města
| Jmenování          | Jméno                       | Popis |
| ------------------ | --------------------------- | --- |
| červen 1881        | August Benesch              | starosta města, říšský poslanec |
| 10. září 1913      | Vojtěch Kulp                | starosta města, říšský poslanec |
| 14. září 1923      | Max Švabinský               | profesor akademie umění, k poctě 50. narozenin                                                                                      |
| 14. listopadu 1930 | Ferdinand Vach              | dirigent Pěveckého sdružení moravských učitelů a Váchova sboru moravských učitelek                                                  |
| 4. dubna 1934      | Jan Černý                   | ministerský předseda, ministr vnitra, za zásluhy o stát, k poctě 60. narozenin                                                      |
| 11. března 1936    | ThDr. Leopold Prečan        | arcibiskup olomoucký, k 70. narozeninám                                                                                             |
| 18. června 1936    | Dr. Edvard Beneš            | prezident republiky |
| 4. června 1945     | Ludvík Svoboda              | armádní generál, prezident republiky, znovu uděleno v květnu 1963 v důsledku ztráty dokumentů po zbavení funkcí v padesátých letech |
| 19. listopadu 1945 | František Václav Peřinka    | autor Dějin města Kroměříže |
| 14. listopadu 1946 | Klement Gottwald            | prezident republiky – čestné občanství zrušeno 10. října 1991                                                                       |
| 19. května 1948    | Václav Nosek                | ministr vnitra – čestné občanství zrušeno 10. října 1991                                                                            |
| 19. května 1948    | JUDr. Alexej Čepička        | min. spravedlnosti a první předseda MNV čestné občanství zrušeno 10. října 1991                                                     |
| 19. května 1948    | prof. Ing. Bedřich Spáčil   | přednosta ministerstva financí, za všestrannou podporu městu                                                                        |
| červen 1967        | Jindřich Spáčil             | spisovatel |
| 11. července 1968  | Dajan Bajanovič Murzin      | bývalý velitel partizánské brigády Jana Žižky                                                                                       |
| 11. července 1968  | Alexandr Manolache          | generál, velitel rumunských vojsk, která v roce 1945 osvobodila Kroměříž                                                            |
| 10. listopadu 1979 | Vladimír Remek              | pplk., letec kosmonaut |
| 10. listopadu 1979 | Alexej Alexandrovič Gubarev | pplk., letec kosmonaut |
| 10. října 1991     | Msgr. ThDr. Jan Šrámek      | politik, ministerský předseda – obnoveno čestné občanství odňaté 30. března 1948                                                    |
| 10. října 1991     | JUDr. Jaromír Tomeček       | spisovatel |
| 27. února 1992     | Ludvík Páleníček            | literární a divadelní historik – in memoriam                                                                                        |
| 27. února 1992     | František Vrobel            | akademický malíř – in memoriam |
| 29. dubna 1992     | Ing. Jaroslav Pinkava       | historik, k 70. narozeninám |
| 14. prosince 1995  | JUDr. František Kožík       | za celoživotní přínos pro město |
| 11. prosince 1997  | Vítězslav Majtner           | za 100 čestných dárcovství krve |
| 11. června 1999    | Ing. arch. Aleš Vošahlík    | za zapsání památek města do knihy UNESCO                                                                                            |
| 1999               | Jiří Novák                  | za celoživotní propagaci města ve své výtvarné tvorbě                                                                               |
| 1999               | Arne Linka                  | hudební teoretik, skladatel, propagátor muzikoterapie – in memoriam                                                                 |
| duben 2004         | Ion Iliescu                 | rumunský politik |
| říjen 2011         | Michal I. Rumunský          | poslední rumunský král |
| říjen 2014         | Sylviane Brazillier         | předsedkyně společnosti „Přátelé družby - Amis du jumelage“, za rozvoj partnerských vztahů mezi městem Kroměříž a městem Châteaudun |